# Ylli Bufi
Ylli Bufi (nevének ejtése yɫi bufi) (Tirana, 1948. május 25. –) albán politikus, 1991-ben az ország miniszterelnöke.

## Élete
A vegyészmérnöki végzettségű Bufi a demokratikus átmenet idején, a reformkommunisták oldalán jelent meg a nagypolitika színpadán. Adil Çarçani kormányában 1990. július 9. és 1991. február 22. között az élelmiszeripari tárcát vezette. A februári tiranai zavargások következtében lemondott Çarçani, s a szintén reformkommunista Fatos Nano alakíthatott kormányt, de az elégedetlenség nem hagyott alább az országban. Ramiz Alia államfő végül június 5-én Bufit bízta meg nemzeti egységkormány alakításával, amelyben tizenkét munkapárti, hét demokrata és öt nemzetgyűlésen kívüli pártot képviselő politikus kapott szerepet. A kormány demokrata párti helyettese Gramoz Pashko lett.
Kormányzása során Bufinak az egyre elmélyülő gazdasági és társadalmi válsággal kellett szembenéznie: az ipar és a mezőgazdaság teljesítménye jelentősen visszaesett, az ország eladósodott, az infláció és a munkanélküliség megnőtt, a korrupció elharapózott, s ezek nyomában egyre nagyobb lett a társadalmi elégedetlenség is. A múlttal való leszámolás jegyében júniusban az Albán Munkapárt neve Albán Szocialista Párt lett, felelősségre vonták az egykori pártállami vezetőket, feloszlatták a politikai rendőrséget, a Sigurimit, s létrehozták a Nemzeti Információs Szolgálatot. Jelentősen átszervezték a rendőrséget is, de a tapasztalatlan szervezet nem volt alkalmas a növekvő bűnözés visszaszorítására.
Szeptemberben a tömeges éhezést és a gazdasági összeomlást megelőzendő Bufi kormánya Nyugat-Európához és az Amerikai Egyesült Államokhoz fordult segítségért, s végül a Gazdasági Együttműködési és Fejlesztési Szervezet utalt át 150 millió dolláros gyorssegélyt az országnak. Ugyancsak az ország stabilizációját (és az Olaszországba szökő albánok megállítását) szolgálta Olaszország Pelikán-akció-ja, amelynek keretében hétszáz fős katonai alakulat osztott segélycsomagokat országszerte. Albánia Bufi vezetése alatt lett a Nemzetközi Valutaalap, a Világbank és az Európai Újjáépítési és Fejlesztési Bank tagja. A kormány igyekezett a gazdaságot is stabilizálni: júliusban földreformtörvényt fogadtak el, amely a termelőszövetkezeti földek szétosztásáról és a földkárpótlásról rendelkezett, előkészítették az ipari termelőüzemek privatizációját is, s bevezették a 7,5%-os személyi jövedelemadót.
Ezek az intézkedések azonban nem jártak a gazdaság látványos javulásával, s augusztustól a sztrájkok és tüntetések állandósultak az országban. Bár a kabinet demokrata párti tagjai az egységkormány fenntartását szorgalmazták (a gazdaságpolitikát a párt elnökhelyettese, Neritan Ceka irányította), a demokrata párt 1991 novemberében a koalíció felmondása mellett döntött. A párt miniszterei kiváltak a kormányból, és Bufi kormánya december 10-én feloszlott.
Bufi politikai pályáját szocialista párti nemzetgyűlési képviselőként folytatta. Fatos Nano, majd Pandeli Majko kormányában, 1997–1999 között gazdasági és privatizációs miniszter volt, 2005-től az albán nemzetgyűlés egyik alelnöke.